# ويكي الجامعة
ويكي الجامعة هو أحد مشاريع مؤسسة ويكيميديا، يهدف إلى دعم التعليم الحر واستضافة مواد تعليمية مجانية. المشروع بدأ في 15 أغسطس 2006؛ وبدأت النسخة العربية منه في 12 يوليو 2011.

## وصلات خارجية
- الموقع الرسمي
- ويكي الجامعة العربية